# Сновська вулиця
Сно́вська ву́лиця — вулиця в Дніпровському районі міста Києва, місцевість Ліски. Пролягає від вулиці Новаторів до Слобожанської вулиці.
Прилучається Сновський провулок.

## Історія
Вулиця виникла у середині XX століття під назвою 320-а Нова. Сучасна назва — з 1953 року.